# 봉화군
봉화군(奉化郡)은 대한민국 경상북도 북부에 있는 군으로, 군청 소재지는 봉화읍이고, 행정구역은 1읍 9면이다.
영화 《워낭소리》의 무대이기도 하며, 특산물로 봉화 송이가 유명하다.

## 역사
| Daedongyeojido (Gyujanggak) 14-03.jpg |
| Daedongyeojido (Gyujanggak) 15-02.jpg |

- 1895년 6월 23일(음력 윤5월 1일) 안동부 봉화군으로 개편하였다.[3]
- 1896년 8월 4일 경상북도 봉화군으로 개편하였다. 이때 안동군 내성면, 춘양면, 재산면, 소천면을 봉화군에 편입하였다.[4]
- 1914년 4월 1일 순흥군 화천면, 수민단면, 수식면을 편입하고 9면으로 개편하였다.[5]

| 도령 제2호 |             |                                                                                  |
| 구 행정구역 | 신 행정구역 | 신 행정구역                                                                      |
| 봉화군 춘양면(春陽面) 현동/죽기리/황기리/보로리 일부/(상동면)애당리 일부, 서리/거곡리/상촌리 일부/(와단면)운곡리 일부, 두내리/서벽리 일부/보로리 일부, 현동리/남산리 일부/상촌리 일부/(와단면)소로리 일부/운곡리 일부/한수리 일부, 조항리                                                               | 춘양면      | 도심리, 서동리, 서벽리, 의양리, 학산리                                           |
| 봉화군 상동면(上東面) 덕구리, 석현리 일부/(춘양면)상촌리 일부, 애당리 일부/석현리 일부, 우구치리/(춘양면)서벽리 일부, 천평리/애당리 일부/(춘양면)서벽리 일부 | 춘양면      | 덕구리, 석현리, 애당리, 우구치리, 천평리                                         |
| 봉화군 와단면(臥丹面) 장동/한수리 일부/소로리 일부/관무리 일부/(춘양면)남산리 일부/(중춘양면)소천리 일부, 법전리/사동/부둔리 일부/(중춘양면)척곡리 일부/풍정리 일부, 전교리/고로동/소지동/(중춘양면)삼의리 일부                                                                                         | 법전면      | 소로리, 법전리, 소지리                                                           |
| 봉화군 중춘양면(中春陽面) 눌산리 일부/매산리 일부/어지리 일부/(동면)삼동 일부, 소천리 일부/눌산리 일부/(와단면)관무리 일부, 어지리 일부/소천리 일부/매산리 일부, 척곡리 일부/삼의리 일부/(동면)수동 일부, 풍정리 일부/내을리 일부/(와단면)부둔리 일부                                                   | 법전면      | 눌산리, 소천리, 어지리, 척곡리, 풍정리                                           |
| 봉화군 군내면(郡內面) 군내리/원둔리 일부/외삼리 일부, 외삼리 일부/(북면)세암리 일부, 원둔리 일부/(서면)문촌리 일부 | 봉성면      | 봉성리, 외삼리, 원둔리                                                           |
| 봉화군 북면(北面) 금봉리/신기리 일부/세암리 일부/(내성면)탑평리 일부, 와단리/두동리/신기리 일부, 우곡리/진곡리, 창평리/세암리 일부/신기리 일부/(군내면)외삼리 일부/(서면)하눌리 일부 | 봉성면      | 금봉리, 동양리, 우곡리, 창평리                                                   |
| 봉화군 상남면(下南面) 고감리/고리내리 일부/여포리 일부, 고계리/운산리 일부, 운산리 일부/(재산면)서남면리 일부/(하남면)북곡리 일부, 비진리/여포리 일부 | 명호면      | 고감리, 고계리, 북곡리, 풍호리                                                   |
| 봉화군 하남면(下南面) 신라리/탄당리/걸탄리, 갈동/관창리/(안동군 의동면)황석동 | 명호면      | 신라리, 관창리                                                                   |
| 봉화군 동면(東面) 포라리/구문리/쌍현리 일부/영동 일부/소천리 일부/(중춘양면)내을리 일부/(상남면)금포리 일부, 삼동 일부/소천리 일부, 양곡리/쌍현리 일부/(상남면)고리내리 일부 | 명호면      | 도천리, 삼동리, 양곡리                                                           |
| 봉화군 서면(西面) 후평리 일부/익곡리 일부/운곡리 일부/가곡리 일부/반송리 일부/북평리 일부/(내성면)입석리 일부, 문촌리 일부/심곡리 일부/(임지면)상토리 일부, 운계리 일부/괘성리 일부/심곡리 일부/익곡리 일부, 산정리/북평리 일부/하눌리 일부/후평리 일부/(군내면)외삼리 일부                             | 상운면      | 가곡리, 문촌리, 운계리, 하눌리                                                   |
| 봉화군 임지면(林只面) 창팔리/익곡리 일부/구천리 일부/사촌리 일부/설매리 일부/(예안군 북면)원천동 일부, 내림리/상외리/중외리 일부, 하외리/두월리/중외리 일부, 사촌리 일부/설매리 일부/(서면)가곡리 일부, 중토리/신촌리/우촌리/상토리 일부/(서면)괘성리 일부/심곡리 일부/(예안군 북면)원천동 일부         | 상운면      | 구천리, 내림리, 두월리, 설매리, 토일리                                           |
| 봉화군 물야면(物野面) 가평리/팔은리/개단리 일부/(순흥군 수식면)산운리 일부, 개단리 일부, 방평리/북지리 일부/동막리 일부 | 물야면      | 가평리, 개단리, 북지리                                                           |
| 순흥군 수식면(水息面) 천곡리/운평리/사동/(봉화군 물야면)구미리/수식리 일부, 황산리/창상리/창하리/(봉화군 물야면)수식리 일부, 조양리/압동/사곡리, 오록리/산운리 일부, 오전리/덕산리 | 물야면      | 두문리, 수식리, 압동리, 오록리, 오전리                                           |
| 봉화군 내성면(乃城面) 거촌리/유곡리 일부/황전리 일부/(서면)하눌리 일부/(북면)세암리 일부, 삼계리/(물야면)북지리 일부/(순흥군 화천면)신흥리, 호평리/입석리 일부/(서면)반송리 일부/(순흥군 수민단면)건정리 일부, 토곡리/유곡리 일부/탑평리 일부/(물야면)동막리 일부/(북면)신기리 일부, 포저리/황전리 일부 | 내성면      | 거촌리, 삼계리, 석평리, 유곡리, 포저리                                           |
| 순흥군 화천면(花川面) 도촌리 일부/망년리 일부, 도촌리 일부/(수민단면)건정리 일부/적덕리, 본리/망년리 일부 | 내성면      | 도촌리, 적덕리, 화전리, 해저리                                                   |
| 순흥군 수민단면(壽民舟面) 사산리/상리/하리 | 내성면      | 문단리                                                                           |
| 봉화군 재산면(才山面) 하리/갈산리 일부/현동 일부, 현동 일부/동면리 일부, 남면리 일부/(상남면)운산리 일부/(하남면)북곡리 일부, 동면리 일부, 갈산리 일부/동면리 일부/현동 일부/(중춘양면)눌산리 일부 | 재산면      | 상리, 현동리, 남면리, 동면리, 갈산리                                             |
| 봉화군 소천면(小川面) 현동/분천리 일부, 고선리, 대현리, 석포리/승부리 일부, 승부리 일부, 서천리, 분천리 일부, 두음리, 남회룡리/분천리 일부, 임기리/(재산면)갈산리 일부/(중춘양면)매산리 일부 | 소천면      | 현동리, 고선리, 대현리, 석포리, 승부리, 서천리, 분천리, 두음리, 남회룡리, 임기리 |
9면 - 춘양면, 법전면, 명호면, 소천면, 재산면, 상운면, 봉성면, 물야면, 내성면
- 1916년 군청을 춘양면에서 내성면 (현 봉화읍)으로 이전하였다.
- 1956년 7월 8일 내성면을 봉화면으로 개칭하였다.[6]
- 1963년 1월 1일 춘양면 일부를 강원도 영월군 상동면에 편입하였다.[7]

| 법률 제1172호                |                           |
| 구 행정구역                  | 신 행정구역               |
| 봉화군 춘양면 덕구리, 천평리 | 강원도 영월군 상동면 일부 |
- 1963년 3월 소천면 석포출장소를 설치하였다.
- 1973년 7월 1일 법전면 소로리를 춘양면으로, 상운면 일부를 영주군 이산면으로 편입하였다.

| 대통령령 제6542호            |                    |
| 구 행정구역                  | 신 행정구역        |
| 봉화군 법전면 소로리         | 춘양면 일부        |
| 봉화군 상운면 내림리, 두월리 | 영주군 이산면 일부 |
- 1979년 5월 1일 봉화면을 봉화읍으로 승격하였다.[8] (1읍 8면)
- 1983년 2월 15일 명호면 신라리를 상운면으로 편입하고, 석포출장소를 석포면으로 승격하였다. (1읍 9면)
- 1991년 1월 1일 봉성면 원둔리를 봉양리로 개칭하였다.
- 2002년 11월 6일 봉화읍 포저리를 내성리로 개칭하였다.
- 2004년 1월 12일 군 청사를 봉화읍 내성리 285번지에서 내성리 537번지(봉화읍 봉화로 1111)로 이전하였다.

## 기후
봉화군은 기상관측소(공식 무인)를 1988년에 설치하여 관측 개시한 이후 단 한번도 열대야를 기록한 적이 없다.
| 봉화기상관측소 (봉화군 춘양면 의양리, 해발 324.67m)의 기후 | 봉화기상관측소 (봉화군 춘양면 의양리, 해발 324.67m)의 기후 | 봉화기상관측소 (봉화군 춘양면 의양리, 해발 324.67m)의 기후 | 봉화기상관측소 (봉화군 춘양면 의양리, 해발 324.67m)의 기후 | 봉화기상관측소 (봉화군 춘양면 의양리, 해발 324.67m)의 기후 | 봉화기상관측소 (봉화군 춘양면 의양리, 해발 324.67m)의 기후 | 봉화기상관측소 (봉화군 춘양면 의양리, 해발 324.67m)의 기후 | 봉화기상관측소 (봉화군 춘양면 의양리, 해발 324.67m)의 기후 | 봉화기상관측소 (봉화군 춘양면 의양리, 해발 324.67m)의 기후 | 봉화기상관측소 (봉화군 춘양면 의양리, 해발 324.67m)의 기후 | 봉화기상관측소 (봉화군 춘양면 의양리, 해발 324.67m)의 기후 | 봉화기상관측소 (봉화군 춘양면 의양리, 해발 324.67m)의 기후 | 봉화기상관측소 (봉화군 춘양면 의양리, 해발 324.67m)의 기후 | 봉화기상관측소 (봉화군 춘양면 의양리, 해발 324.67m)의 기후 |
| 월                                                         | 1월                                                        | 2월                                                        | 3월                                                        | 4월                                                        | 5월                                                        | 6월                                                        | 7월                                                        | 8월                                                        | 9월                                                        | 10월                                                       | 11월                                                       | 12월                                                       | 연간                                                       |
| ---------------------------------------------------------- | ---------------------------------------------------------- | ---------------------------------------------------------- | ---------------------------------------------------------- | ---------------------------------------------------------- | ---------------------------------------------------------- | ---------------------------------------------------------- | ---------------------------------------------------------- | ---------------------------------------------------------- | ---------------------------------------------------------- | ---------------------------------------------------------- | ---------------------------------------------------------- | ---------------------------------------------------------- | ---------------------------------------------------------- |
| 역대 최고 기온 °C (°F)                                     | 13.2 (55.8)                                                | 19.5 (67.1)                                                | 25.2 (77.4)                                                | 31.2 (88.2)                                                | 33.0 (91.4)                                                | 34.6 (94.3)                                                | 36.6 (97.9)                                                | 37.8 (100.0)                                               | 33.8 (92.8)                                                | 27.8 (82.0)                                                | 24.4 (75.9)                                                | 16.2 (61.2)                                                | 37.8 (100.0)                                               |
| 일평균 최고 기온 °C (°F)                                   | 3.0 (37.4)                                                 | 5.9 (42.6)                                                 | 11.2 (52.2)                                                | 18.1 (64.6)                                                | 23.3 (73.9)                                                | 26.6 (79.9)                                                | 28.0 (82.4)                                                | 28.6 (83.5)                                                | 24.5 (76.1)                                                | 19.5 (67.1)                                                | 12.1 (53.8)                                                | 5.1 (41.2)                                                 | 17.2 (63.0)                                                |
| 일일 평균 기온 °C (°F)                                     | −4.0 (24.8)                                                | −1.6 (29.1)                                                | 3.7 (38.7)                                                 | 9.9 (49.8)                                                 | 15.5 (59.9)                                                | 19.6 (67.3)                                                | 22.8 (73.0)                                                | 22.9 (73.2)                                                | 17.8 (64.0)                                                | 11.1 (52.0)                                                | 4.2 (39.6)                                                 | −2.1 (28.2)                                                | 10.0 (50.0)                                                |
| 일평균 최저 기온 °C (°F)                                   | −10.6 (12.9)                                               | −8.4 (16.9)                                                | −3.2 (26.2)                                                | 1.9 (35.4)                                                 | 7.7 (45.9)                                                 | 13.4 (56.1)                                                | 18.5 (65.3)                                                | 18.5 (65.3)                                                | 12.4 (54.3)                                                | 4.4 (39.9)                                                 | −2.2 (28.0)                                                | −8.3 (17.1)                                                | 3.7 (38.7)                                                 |
| 역대 최저 기온 °C (°F)                                     | −25.0 (−13.0)                                              | −27.7 (−17.9)                                              | −16.2 (2.8)                                                | −9.1 (15.6)                                                | −1.0 (30.2)                                                | 1.2 (34.2)                                                 | 8.2 (46.8)                                                 | 7.5 (45.5)                                                 | 1.9 (35.4)                                                 | −7.3 (18.9)                                                | −14.6 (5.7)                                                | −21.4 (−6.5)                                               | −27.7 (−17.9)                                              |
| 평균 강수량 mm (인치)                                      | 16.5 (0.65)                                                | 25.9 (1.02)                                                | 46.6 (1.83)                                                | 80.7 (3.18)                                                | 101.5 (4.00)                                               | 143.2 (5.64)                                               | 277.7 (10.93)                                              | 246.8 (9.72)                                               | 135.1 (5.32)                                               | 48.1 (1.89)                                                | 33.2 (1.31)                                                | 20.3 (0.80)                                                | 1,175.6 (46.28)                                            |
| 평균 강수일수 (≥ 0.1 mm)                                   | 5.2                                                        | 5.1                                                        | 7.6                                                        | 8.0                                                        | 8.7                                                        | 10.3                                                       | 15.4                                                       | 14.5                                                       | 9.2                                                        | 5.5                                                        | 6.6                                                        | 5.4                                                        | 101.5                                                      |
| 평균 상대 습도 (%)                                         | 63.8                                                       | 62.0                                                       | 62.0                                                       | 59.9                                                       | 65.2                                                       | 71.0                                                       | 79.7                                                       | 79.9                                                       | 78.0                                                       | 74.7                                                       | 70.9                                                       | 66.4                                                       | 69.5                                                       |
| 평균 월간 일조시간                                         | 187.3                                                      | 183.8                                                      | 203.5                                                      | 215.4                                                      | 234.5                                                      | 196.0                                                      | 145.1                                                      | 155.8                                                      | 152.8                                                      | 176.9                                                      | 164.2                                                      | 182.5                                                      | 2,197.8                                                    |
| 출처: 기상청 (평년값: 1991년~2020년, 극값: 1988년~현재)    |                                                            |                                                            |                                                            |                                                            |                                                            |                                                            |                                                            |                                                            |                                                            |                                                            |                                                            |                                                            |                                                            |

## 지질

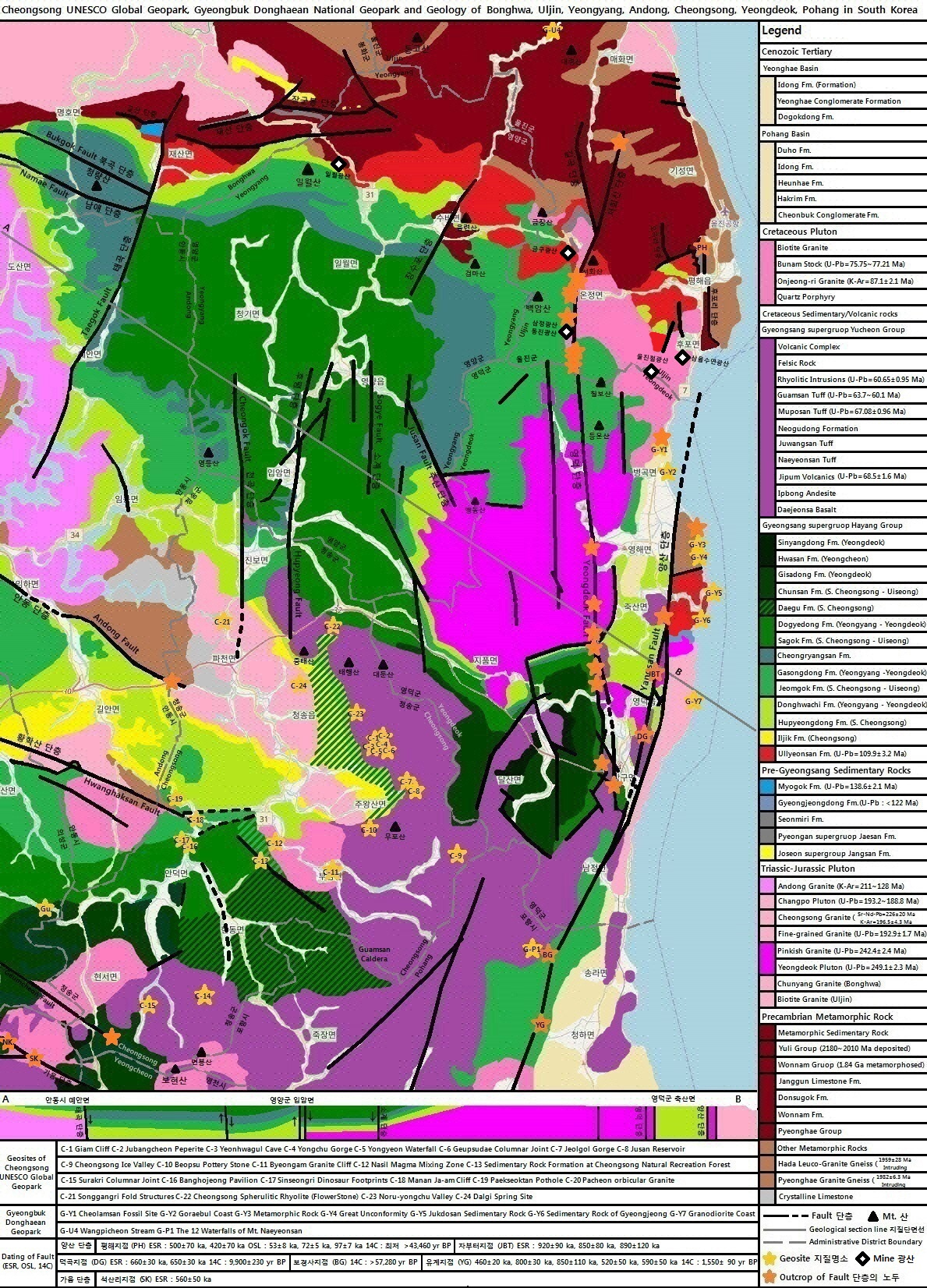
경상 분지 북동부 영양군, 울진군, 안동시 및 봉화군의 지질

영남 육괴의 북동부에 위치한 봉화군은 전체적으로 현동역과 도래기재를 잇는 선을 경계로 그 북동쪽에는 선캄브리아기의 암석이, 남동쪽에는 중생대에 관입한 화강암이 분포한다.

### 선캄브리아기편마암류
봉화군 내 선캄브리아기의 주요 암석은 원남층군과 율리층군 그리고 분천 화강편마암이다.

### 고생대
봉화군 남부 장군봉 주변에는 고생대 조선 누층군의 지층인 장산 규암층과 재산층이 소규모 분포한다. 장산 규암층은 원래 태백시-삼척시 지역에 분포하는 두위봉형 조선 누층군의 지층이다. 재산층은 평안 누층군에 대비된다.

### 중생대화강암
중생대에 관입한 화강암은 대부분 붕화군 남서부인 춘양면, 법전면, 물야면 일대에 넓게 분포한다.

### 중생대퇴적암
중생대에 형성된 퇴적암 경상 누층군은 청량산과 일월산 사이 지역인 재산면과 명호면 남부에 분포한다. 특히 청량산은 경상 누층군 청량산층으로 구성되며 재산면 지역에는 선경상계 퇴적층인 묘곡층이 분포한다.

## 행정 구역
봉화군의 행정 구역은 1읍 9면으로 구성되어 있다. 봉화군의 면적은 1,201.46 km2이며, 인구는 2017년 7월 1일 기준으로 16,552세대 33,385명이고 그 중 31.7%가 봉화읍에 거주한다.
| 읍면   | 한자   | 세대  | 인구   | 면적   | 행정지도 |
| ------ | ------ | ----- | ------ | ------ | -------- |
| 봉화읍 | 奉化邑 | 4,722 | 10,596 | 74.32  |          |
| 물야면 | 物野面 | 1,694 | 3,359  | 109.27 |          |
| 봉성면 | 鳳城面 | 1,105 | 2,255  | 66.69  |          |
| 법전면 | 法田面 | 1,138 | 2,175  | 70.21  |          |
| 춘양면 | 春陽面 | 2,365 | 4,588  | 167.30 |          |
| 소천면 | 小川面 | 1,325 | 2,336  | 264.44 |          |
| 석포면 | 石浦面 | 1,070 | 2,213  | 150.16 |          |
| 재산면 | 才山面 | 904   | 1,663  | 126.05 |          |
| 명호면 | 明湖面 | 1,222 | 2,333  | 114.49 |          |
| 상운면 | 祥雲面 | 1,007 | 1,867  | 58.53  |          |

## 인구
- 봉화군(에 해당하는 지역)의 연도별 인구 추이[12]

| 연도   | 총인구    |  |
| ------ | --------- |  |
| 1960년 | 106,861명 |  |
| 1966년 | 119,644명 |  |
| 1970년 | 115,038명 |  |
| 1975년 | 114,606명 |  |
| 1980년 | 97,513명  |  |
| 1985년 | 78,557명  |  |
| 1990년 | 58,168명  |  |
| 1995년 | 42,968명  |  |
| 2000년 | 38,238명  |  |
| 2005년 | 32,413명  |  |
| 2010년 | 31,242명  |  |
| 2013년 | 33,894명  |  |
| 2017년 | 33,358명  |  |

## 교통

### 철도
봉화군 관내에 한국철도공사 영동선이 통과하며 봉화역·춘양역·석포역 등 8개 정거장이 여객 영업을 하고 있다. 강릉, 안동, 부산(부전역), 대구(동대구역)로 가는 많은 열차가 운행되는 철도의 요충지이다.

### 국도 · 고속도로
국도 제36호선이 동서로 봉화를 관통한다.
남북으로 국도 제31호선, 국도 제35호선이 지난다.

### 국가지원지방도
국가지원지방도 제88호선 이 있다.

### 고속버스 · 시외버스
- 봉화시외버스터미널, 춘양버스터미널

### 농어촌버스
2024년부터 농어촌버스의 전면 무료화가 시행되었다. 봉화군내 노선만 요금이 무료며, 영주로 나가는 33번같은 노선은 기존처럼 요금을 받는다. 관내 농어촌버스 운행은 봉화여객이 담당하고 있으며, 인접한 영주시·안동시·영양군 지역의 일부 노선이 봉화군에 진입 운행하고 있다.

### 항공
봉화군에는 공항이 입지하고 있지 않으며 2004년까지는 인근의 예천공항을 통해 김포나 제주와 연결되었으나, 현재는 폐쇄된 상태이다. 국내선 및 중국 · 동남아시아행 항공편을 이용하려면 가장 가까운 대구국제공항을 이용해야 하고, 장거리 국제선을 이용하려면 인천국제공항으로 가야 한다.

## 문화·관광
- 분천역 산타마을
- 승부역[16]
- 두동마을(띠띠미마을)[17]
- 고선계곡
- 매호유원지
- 반야계곡
- 백천계곡
- 사미정계곡
- 석천계곡
- 우구치계곡
- 참새골
- 석문동계곡

## 교육 기관
- 고등학교

|  | - 봉화고등학교 - 소천고등학교 | - 한국산림과학고등학교 - 경북인터넷고등학교 |

- 중학교

|  | - 봉화중학교 - 청량중학교 - 소천중학교 - 물야중학교 - 석포중학교 | - 춘양중학교 - 춘양중학교 서벽분교 |  |

- 초등학교

|  | - 봉화초등학교 - 도촌초등학교 - 내성초등학교 - 물야초등학교 - 물야초등학교 수식분교 - 물야초등학교 북지분교 - 물야초등학교 개단분교 - 물야초등학교 오전분교 - 물야초등학교 두문분교 | - 봉성초등학교 - 동양초등학교 - 법전중앙초등학교 - 춘양초등학교 - 서벽초등학교 | - 소천초등학교 - 소천초등학교 임기분교 - 소천초등학교 두음분교 - 소천초등학교 분천분교 - 소천초등학교 남회룡분교 | - 석포초등학교 - 재산초등학교 - 명호초등학교 - 상운초등학교 |

## 자매 도시
- 대한민국 서울특별시 강동구
- 대한민국 부산광역시 연제구
- 대한민국 경기도 부천시
- 중국 산시성 (섬서성) 퉁촨시
- 몽골 셀렝게주

## 같이 보기
- 봉화군의 지질
- 경상북도
- 대한민국의 지리